# Antoni Golejewski
Antoni Leonard Golejewski herbu Kościesza (ur. 15 lutego 1819 w Dołpotowie w pow. kałuskim, zm. 28 października 1893 we Lwowie) – ziemianin, poseł do austriackiej Rady Państwa i Sejmu Krajowego Galicji.
W latach 1832–1833 uczył się w gimnazjum jezuickim w Tarnopolu, a następnie studiował w Akademii Technicznej w Wiedniu (1835-1838). Ziemianin, właściciel dóbr Harasymów, Hawrylak w powiecie horodeńskim i Studzianka w powiecie kałuskim.
Był członkiem od 1844 Stanów Galicyjskich, podpisał 26 kwietnia 1848  protest przeciw zwołaniu Sejmu stanowego i został członkiem lwowskiej Rady Narodowej, Pracował w wyłonionym przez nią komitecie dla spraw likwidacji pańszczyzny, organizował protesty przeciw podziałowi Galicji. Był także członkiem wydziału gwardii narodowej tejże Rady.Działacz Ruskiego Soboru. Od końca 1862 stał na czele organizacji "białych" na Pokuciu. Po wybuchu powstania styczniowego sprzeciwiał się dalszemu rozwojowi organizacji na prowincji i krytykował działania Komitetu Obywatelskiego Galicji Wschodniej. Po wejściu w jego skład z początkiem 1863 r. został  naczelnikiem obwodu na ziemi kołomyjskiej. Na znak protestu przeciwko wyprawie na Ruś w kwietniu 1863 wraz ze Franciszkiem Janem Smolką wystąpił z niego i próbował obalić wspomniany komitet. Został jednak wówczas aresztowany przez Austriaków. Po wypuszczeniu na wolność w sierpniu 1863 ponownie wszedł do Komitetu lwowskiego. Po rozwiązaniu go przez Rząd Narodowy został w listopadzie 1863 naczelnikiem okręgu tarnopolskiego, obejmującego galicyjskie Podole. Należał zarazem do opozycji w stosunku do polityki Rządu Narodowego. W marcu 1864 został ponownie aresztowany przez policję austriacką, ale wkrótce śledztwo przeciw niemu umorzono dla braku dowodów.
Był posłem do Sejmu Krajowego Galicji I kadencji (1861-1867), II kadencji (1867-1869), III kadencji (1870-1876), IV kadencji (1877-1882), V kadencji (1882-1889) i VI kadencji (1889-1893) w kurii I (wielkiej własności) z obwodu kołomyjskiego. Mandat poselski piastował ten mandat bez przerwy od 1861 aż do śmierci. W 1865 r. zadeklarował się jako zwolennik Goluchowskiego i partii "mameluków". Jego rolę w tym stronnictwie tak scharakteryzował Kazimierz Chłędowski: "Wielką podporą stronnictwa był Antoni Golejewski, człowiek niezbyt wykształcony, ale posiadający wiele zdrowego rozsądku i znajomości potrzeb krajowych, odważny, wypowiadający swe zdanie bez ogródek, bez oglądania się na kogokolwiek i mający wielki wpływ na tych posłów włościańskich z Rusi, którzy niezupełnie zaprzedali się świętojurskiej klice". Odgrywał dużą rolę w parlamencie galicyjskim. Od sierpnia 1868 roku członek zawiązanego w sejmie Klubu Polskiego, który miał za zadanie stać na straży Konstytucji grudniowej i idei obesłania Rady Państwa. Od 1874 w Sejmie, był stałym przewodniczącym komisji petycyjnej, a od 1878 dodatkowo kwestorem sejmowym. Przemawiał w izbie często, zawsze zwięźle i ze złośliwym dowcipem. Członek kierownictwa Centralnego Komitetu Wyborczego (1883, 1885, 1889). W ostatnim okresie swej działalności publicznej należał do skrajnych konserwatystów – podolaków i bronił interesów wielkiej własności. Protestował przeciwko wydatkom na cele inwestycyjne, rozbudowę przemysłu i na opiekę społeczną. Głośny był jego sprzeciw dotyczący budowy gmachu sejmowego i wydatków na urządzenie wystawy krajowej w 1877 we Lwowie.
Poseł do austriackiej Rady Państwa II kadencji (20 maja 1867 - 2 kwietnia 1870) delegowany przez Sejm  jako przedstawiciel wielkiej własności. Zrezygnował z mandatu w gronie 30 posłów na znak protestu przeciwko uprzywilejowaniu Niemców i odrzuceniu przez parlament  uchwały galicyjskiej. Powtórnie został posłem do posłem do austriackiego parlamentu w V kadencji (7 grudnia 1875 - 17 czerwca 1878), wybrany w wyborach uzupełniających po śmierci Kajetana Agopsowicza w okręgu 18 wielkiej własności ziemskiej (Kołomyja, Horodenka, Śniatyn, Kosów, Nadwórna), z mandatu zrezygnował w 1878. Należał do frakcji posłów konserwatystów w Kole Polskim.
W latach 1868–1880 zasiadał także w Radzie Powiatowej w Horodence, od 1874 był też członkiem Wydziału Powiatowego. W latach 1881–1893 członek zarządu Galicyjskiego Towarzystwa Kredytowego Ziemskiego we Lwowie.

## Rodzina
Tytuł hrabiowski rodzina otrzymała od Austrii w 1783. Syn Juliusza i Róży z Czarnomskich.  Ożenił się w 1841 z Różą z Przybysławskich (1826-1905), dzieci nie mieli. Miał nieślubnego syna - aktora teatralnego i filmowego, śpiewaka operowego i reżysera teatralnego. Mariana Palewicza-Golejewskiego (1881-1939),

## Literatura
- Stefan Kieniewicz, Antoni Leonard Golejewski, Polski Słownik Biograficzny, t. 8, s. 216 wersja elektroniczna iPSB
- Ryszard Sadaj: Kto był kim w Galicji, Kraków 1993, ISBN 83-7081-089-6
- Józef Białynia Chołodecki: Dąb-Dąbczańscy i Jan Żalplachta-Zapałowicz. Przyczynki do dziejów powstania styczniowego. Lwów: ok. 1911, s. 14–37.